# Walter Dick
Walter Dick (né le 27 janvier 1905 à Kirkintilloch en Écosse et mort le 24 juillet 1989 à Lafayette en Californie) est un joueur de football écossais et américain.

## Biographie

### Club
Dick commence sa carrière professionnelle à l'Armadale FC dans le championnat écossais. En 1923, à 17 ans, il débarque aux USA, pour s'installer à Niagara Falls. À son arrivée, il joue immédiatement chez les Niagara Falls Rangers. L'entraîneur du Providence FC de l'American Soccer League voit Dick jouer pour les Rangers et lui propose un contrat. Dick les rejoint et y passe 6 saisons entre 1924 et 1930. En 1928, l'équipe se fait appeler Providence Gold Bugs. En 1930, les ravages de la Grande Dépression et de la « Soccer Wars » qui aboutit à la suppression de l'ASL, font apparaître ou fusionner de nouvelles équipes. En 1930, un groupe d'hommes d'affaires dirigés par Harold Brittan rachètent l'équipe, la faisant s'installer à Fall River dans le Massachusetts où Dick passe la plupart de la saison 1930-1931 dans ce nouveau Fall River FC. Lorsque Fall River fusionne avec les New Bedford Whalers au printemps 1931, Dick part chez les Pawtucket Rangers. Les Rangers quittent l'ASL en 1932, mais rejoignent la deuxième American Soccer League en 1933. En 1937, il va chez les Kearny Scots-Americans où il gagne 5 trophées.

### Équipe nationale
En 1934, Dick joue son seul match avec l'équipe des États-Unis à la coupe du monde 1934. Dans ce match, les USA perdent contre l'Italie au premier tour du tournoi.
Dick est introduit New au England Soccer Hall of Fame en 1985 et au National Soccer Hall of Fame en 1989.